# 幇間

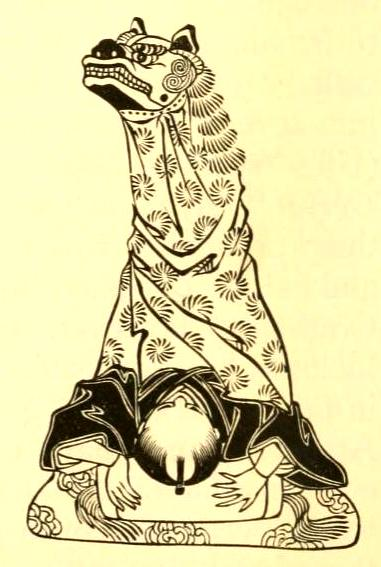
幇間芸の一例。足踊り。

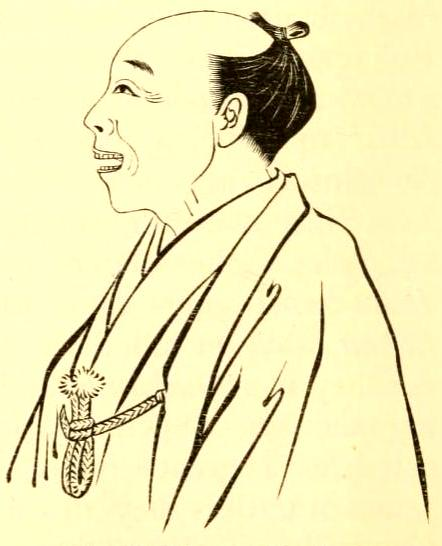
19世紀前半のころの江戸の幇間は髷を豆本田にしていた。豆本多とも言い、小さい髷を本多形（本多家の武士髷）に結ったもの

幇間（ほうかん）は、宴席やお座敷などの酒席において主や客の機嫌をとり、自ら芸を見せ、さらに芸者・舞妓を助けて場を盛り上げる職業。歴史的には男性の職業である。幇間は別名「太鼓持ち（）」、「男芸者」などと言い、また敬意を持って「太夫衆（）」とも呼ばれた。

## 解説
歴史は古く太閤豊臣秀吉の御伽衆を務めたと言われる曽呂利新左衛門という非常に機知に富んだ武士を祖とすると伝えられている。秀吉の機嫌が悪そうな時は、「太閤、いかがで、太閤、いかがで」と、秀吉を持ち上げて機嫌取りをしていたため、機嫌取りが上手な人を「太閤持ち」から「太鼓持ち」と言うようになったと言われている。ただし曽呂利新左衛門は実在したかどうかも含めて謎が多い人物なので、単なる伝承である可能性も高い。鳴り物である太鼓を叩いて踊ることからそう呼ばれるようになったとする説などがある。
また、太鼓持ちは俗称で、幇間が正式名称である。「幇」は助けるという意味で、「間」は人と人の間、すなわち人間関係をあらわす。この二つの言葉が合わさって、人間関係を助けるという意味となる。宴会の席で接待する側とされる側の間、客同士や客と芸者の間、雰囲気が途切れた時楽しく盛り上げるために繋いでいく遊びの助っ人役が、幇間すなわち太鼓持ちである、ともされる。
専業の幇間は元禄の頃（1688年 - 1704年）に始まり、揚代を得て職業的に確立するのは宝暦（1751年 - 1764年）の頃とされる。江戸時代では吉原の幇間を一流としていたと伝えられる。
現在では東京に数名と岐阜に1名しかおらず絶滅寸前の職業とまで言われ、後継者の減少から伝承されてきた「お座敷芸」が失伝されつつある。古典落語では江戸・上方を問わず多くの噺に登場し、その雰囲気をうかがい知ることができる。台東区浅草にある浅草寺の本坊伝法院には1963年に建立された幇間塚がある。幇間の第一人者としては悠玄亭玉介が挙げられる。男性の職業として「らしくない仕事」の代名詞とされた時代もあった。
正式な「たいこ」は師匠について、芸名を貰い、住み込みで、師匠の身の回りの世話や雑用をこなしながら芸を磨く。通常は5 - 6年の修業を勤め、お礼奉公を一年で、正式な幇間となる。師匠は芸者置屋などを経営していることが多いが、芸者との恋愛は厳禁である。もっとも、披露も終わり、一人前の幇間と認められれば、芸者と所帯を持つことも許された。
芸者と同じように、芸者置屋に所属している。服装は、見栄の商売であるから、着流しの絹の柔らか物に、真夏でも羽織を着て、白足袋に雪駄、扇子をぱちぱち鳴らしながら、旦那に取り巻いた。
一方、正式な師匠に付かず、放蕩の果てに、見よう見まねの素人芸で、身過ぎ世過ぎを行っていた者を「野だいこ」という。これは正式な芸人ではないが、「師匠」と呼ばれることも多かった。
なお、上方では江戸でいう幇間は芸者と呼ばれ、対して女性は芸妓・芸子と呼んでいたが、明治以降は芸者も女性を指すようになった。

## 幇間を題材とした作品
- 幇間 - 谷崎潤一郎の短編小説。
- 松のや露八 - 吉川英治の中編小説。幕臣出身の実在の幇間・松廼屋露八を取り上げている。
- 幇間探偵しゃろく - 幇間が主役の漫画。
- 父の花、咲く春〜岐阜・長良川幇間物語〜 - 2013年、NHK BSプレミアムで放送されたテレビドラマ。

落語の題材としては、「愛宕山」、「鰻の幇間」、「富久」、「幇間腹」、「王子の幇間」など幇間の悲哀や図々しさをテーマにした古典の名品が多数ある。